# Primera División 2011-2012 (Spagna)
La Primera División 2011-2012 che, per ragioni di sponsorizzazione prese il nome di Liga BBVA 2011-2012, è stata l'81ª edizione della massima serie del campionato spagnolo di calcio, disputato tra il 28 agosto 2011 e il 13 maggio 2012 e concluso con la vittoria del Real Madrid, al suo trentaduesimo titolo.
Capocannoniere del torneo è stato Lionel Messi (Barcellona) con 50 reti.

## Stagione

### Novità
Nella stagione precedente sono retrocesse il Deportivo La Coruña, l'Hércules e l'Almería, che sono rispettivamente arrivate 18ª, 19ª e 20ª.
Dalla Segunda División il Real Betis e il Rayo Vallecano sono riuscite a centrare la promozione dopo il termine della stagione regolare (sono rispettivamente arrivate 1ª e 2ª).
Il Granada è riuscito a raggiungere la Liga dopo la vittoria nei play-off, battendo nelle semifinali il Celta Vigo (per 6-5 dopo i calci di rigore) e in finale l'Elche (per 1-1, a causa della regola dei gol in trasferta), che aveva eliminato il Real Valladolid.

### Formula
Come la stagione precedente, per via del Ranking UEFA le prime tre squadre saranno qualificate nella Champions League 2012-2013, la 4ª classificata nei turni preliminari della Champions League. Accederanno alla Europa League 2012-2013 la 5ª e la 6ª e la vincitrice della Coppa del Re 2011-2012.
Qualora essa sia già stata qualificata alla Champions League, sarà la finalista della Coppa del Re ad accedere in UEFA Europa League. In ogni altro caso, accederà all'Europa League 2012-2013 la 7ª in classifica. Le ultime 3 squadre retrocederanno direttamente in Segunda División 2012-2013.

### Avvenimenti
Il torneo sarebbe dovuto cominciare il 21 agosto 2011, ma a causa di uno sciopero dei calciatori l'inizio è stato poi posticipato di una settimana. Il campionato vede l'iniziale dominio del Real Betis, vincitore delle prime quattro partite e in testa dopo 5 giornate. Perdendo però in casa contro il Levante, il Betis perderà il primato a vantaggio del Barcellona e dello stesso Levante. Alla nona giornata, approfittando del pari interno del Barcellona contro il Siviglia, il Levante balza da solo in testa alla classifica.Vi rimarrà fino alla sconfitta contro l'Osasuna: da quella giornata in testa vi è il Real Madrid, ripresosi dopo un inizio sottotono. In seguito il Real prende il largo mentre il Barcellona avrà un calo di risultati. Dopo la 23ª giornata il Real è a +10 sui rivali blaugrana. Ma tre pareggi dei blancos faranno avvicinare il Barcellona a +4 alla vigilia dello scontro diretto al Camp Nou. Vincendo 2-1, il Real ipoteca il titolo, conquistato con due giornate di anticipo dopo il successo sul campo dell'Athletic Bilbao. I blancos chiuderanno con 121 gol segnati, record assoluto per la Liga, e 100 punti.
In Champions League, oltre ai blancos e ai blaugrana, accedono pure il Valencia e il Malaga (prima storica qualificazione). In Europa League accedono Atlético Madrid, Levante e Athletic Bilbao, finalista di Europa League, persa contro l'Atletico Madrid.
Retrocedono Racing Santander, Sporting Gijón e clamorosamente il Villarreal, condannato dalla sconfitta interna nei minuti finali contro l'Atletico Madrid all'ultima giornata, che consentì al Real Saragozza e al Rayo Vallecano (vittorioso al 90'), di mettersi in salvo.

## Squadre partecipanti
| Club             | Stagione | Città            | Stadio                       | Stagione precedente                                    |
| ---------------- | -------- | ---------------- | ---------------------------- | ------------------------------------------------------ |
| Athletic Bilbao  | dettagli | Bilbao           | San Mamés                    | 6º posto in Primera División                           |
| Atlético Madrid  | dettagli | Madrid           | Vicente Calderón             | 7º posto in Primera División                           |
| Barcellona       | dettagli | Barcellona       | Camp Nou                     | 1º posto in Primera División                           |
| Real Betis       | dettagli | Siviglia         | Stadio Benito Villamarín     | 1º posto in Segunda División, promosso                 |
| Espanyol         | dettagli | Barcellona       | Estadi Cornellà-El Prat      | 8º posto in Primera División                           |
| Getafe           | dettagli | Getafe           | Coliseum Alfonso Pérez       | 16º posto in Primera División                          |
| Granada          | dettagli | Granada          | Estadio Nuevo Los Cármenes   | 5º posto in Segunda División, promosso dopo i play-off |
| Levante          | dettagli | Valencia         | Estadio Ciutat de València   | 14º posto in Primera División                          |
| Maiorca          | dettagli | Palma di Maiorca | Son Moix                     | 17º posto in Primera División                          |
| Malaga           | dettagli | Malaga           | La Rosaleda                  | 11º posto in Primera División                          |
| Osasuna          | dettagli | Pamplona         | El Sadar                     | 9º posto in Primera División                           |
| Racing Santander | dettagli | Santander        | El Sardinero                 | 12º posto in Primera División                          |
| Rayo Vallecano   | dettagli | Madrid           | Campo de Fútbol de Vallecas  | 2º posto in Segunda División, promosso                 |
| Real Madrid      | dettagli | Madrid           | Santiago Bernabéu            | 2º posto in Primera División                           |
| Real Saragozza   | dettagli | Saragozza        | La Romareda                  | 13º posto in Primera División                          |
| Real Sociedad    | dettagli | San Sebastián    | Stadio Anoeta                | 15º posto in Primera División                          |
| Siviglia         | dettagli | Siviglia         | Stadio Ramón Sánchez Pizjuán | 5º posto in Primera División                           |
| Sporting Gijón   | dettagli | Gijón            | El Molinón                   | 10º posto in Primera División                          |
| Valencia         | dettagli | Valencia         | Mestalla                     | 3º posto in Primera División                           |
| Villarreal       | dettagli | Vila-real        | El Madrigal                  | 4º posto in Primera División                           |

## Allenatori e primatisti
| Squadra          | Allenatore             | Calciatore più presente | Cannoniere |
| ---------------- | ---------------------- | ----------------------- | ---------- |
| Athletic Bilbao  | Marcelo Bielsa         |                         |            |
| Atlético Madrid  | Diego Simeone          |                         |            |
| Barcellona       | Josep Guardiola        |                         |            |
| Betis            | Pepe Mel               |                         |            |
| Espanyol         | Mauricio Pochettino    |                         |            |
| Getafe           | Luis García Plaza      |                         |            |
| Granada          | Abel Resino            |                         |            |
| Levante          | Juan Ignacio Martínez  |                         |            |
| Malaga           | Manuel Pellegrini      |                         |            |
| Maiorca          | Joaquín Caparrós       |                         |            |
| Osasuna          | José Luis Mendilibar   |                         |            |
| Racing Santander | Álvaro Cervera         |                         |            |
| Rayo Vallecano   | José Ramón Sandoval    |                         |            |
| Real Madrid      | José Mourinho          |                         |            |
| Real Saragozza   | Manuel Jiménez Jiménez |                         |            |
| Real Sociedad    | Philippe Montanier     |                         |            |
| Siviglia         | Míchel                 |                         |            |
| Sporting Gijón   | Javier Clemente        |                         |            |
| Valencia         | Unai Emery             |                         |            |
| Villarreal       | Miguel Ángel Lotina    |                         |            |

## Classifica finale
|       | Pos. | Squadra          | Pt  | G  | V  | N  | P  | GF  | GS | DR  |
| ----- | ---- | ---------------- | --- | -- | -- | -- | -- | --- | -- | --- |
|       | 1.   | Real Madrid      | 100 | 38 | 32 | 4  | 2  | 121 | 32 | +89 |
|       | 2.   | Barcellona       | 91  | 38 | 28 | 7  | 3  | 114 | 29 | +85 |
|       | 3.   | Valencia         | 61  | 38 | 17 | 10 | 11 | 59  | 44 | +15 |
|       | 4.   | Malaga           | 58  | 38 | 17 | 7  | 14 | 54  | 53 | +1  |
|       | 5.   | Atlético Madrid  | 56  | 38 | 15 | 11 | 12 | 53  | 46 | +7  |
|       | 6.   | Levante          | 55  | 38 | 16 | 7  | 15 | 54  | 50 | +4  |
|       | 7.   | Osasuna          | 54  | 38 | 13 | 15 | 10 | 44  | 61 | -17 |
|       | 8.   | Maiorca          | 52  | 38 | 14 | 10 | 14 | 42  | 46 | -4  |
|       | 9.   | Siviglia         | 50  | 38 | 13 | 11 | 14 | 48  | 47 | +1  |
| [ 3 ] | 10.  | Athletic Bilbao  | 49  | 38 | 12 | 13 | 13 | 49  | 52 | -3  |
|       | 11.  | Getafe           | 47  | 38 | 12 | 11 | 15 | 40  | 51 | -11 |
|       | 12.  | Real Sociedad    | 47  | 38 | 12 | 11 | 15 | 46  | 52 | -6  |
|       | 13.  | Real Betis       | 47  | 38 | 13 | 8  | 17 | 47  | 56 | -9  |
|       | 14.  | Espanyol         | 46  | 38 | 12 | 10 | 16 | 46  | 56 | -10 |
|       | 15.  | Rayo Vallecano   | 43  | 38 | 13 | 4  | 21 | 53  | 73 | -20 |
|       | 16.  | Real Saragozza   | 43  | 38 | 12 | 7  | 19 | 36  | 61 | -25 |
|       | 17.  | Granada          | 42  | 38 | 12 | 6  | 20 | 35  | 56 | -21 |
|       | 18.  | Villarreal       | 41  | 38 | 9  | 14 | 15 | 39  | 53 | -14 |
|       | 19.  | Sporting Gijón   | 37  | 38 | 10 | 7  | 21 | 42  | 69 | -27 |
|       | 20.  | Racing Santander | 27  | 38 | 4  | 15 | 19 | 28  | 63 | -35 |

Legenda:
      Campione di Spagna e qualificata alla prima fase a gironi della UEFA Champions League 2012-2013.
      Qualificata alla fase a gironi della UEFA Champions League 2012-2013.
      Qualificate ai play-off della UEFA Champions League 2012-2013.
      Qualificate alla fase a gironi della UEFA Europa League 2012-2013.
      Qualificata alle qualificazioni della UEFA Europa League 2012-2013.
      Retrocesse in Segunda División 2012-2013.
Regolamento:
Tre punti a vittoria, uno a pareggio, zero a sconfitta.
In caso di arrivo di due o più squadre a pari punti, la graduatoria verrà stilata secondo la classifica avulsa tra le squadre interessate che prevede, in ordine, i seguenti criteri:
- Punti negli scontri diretti.
- Differenza reti negli scontri diretti.
- Regola dei gol fuori casa negli scontri diretti.
- Differenza reti generale.
- Reti realizzate in generale.
- Posizione nella classifica fair-play.

### Squadra campione
| Formazione tipo (4-2-3-1) | Giocatori (presenze)      |
| --- | ------------------------- |
| Casillas Arbeloa Ramos Pepe Marcelo Khedira Alonso Kakà Özil Benzema Ronaldo | Iker Casillas (37)        |
| Casillas Arbeloa Ramos Pepe Marcelo Khedira Alonso Kakà Özil Benzema Ronaldo | Álvaro Arbeloa (26)       |
| Casillas Arbeloa Ramos Pepe Marcelo Khedira Alonso Kakà Özil Benzema Ronaldo | Sergio Ramos (34)         |
| Casillas Arbeloa Ramos Pepe Marcelo Khedira Alonso Kakà Özil Benzema Ronaldo | Pepe (29)                 |
| Casillas Arbeloa Ramos Pepe Marcelo Khedira Alonso Kakà Özil Benzema Ronaldo | Marcelo (32)              |
| Casillas Arbeloa Ramos Pepe Marcelo Khedira Alonso Kakà Özil Benzema Ronaldo | Sami Khedira (28)         |
| Casillas Arbeloa Ramos Pepe Marcelo Khedira Alonso Kakà Özil Benzema Ronaldo | Xabi Alonso (36)          |
| Casillas Arbeloa Ramos Pepe Marcelo Khedira Alonso Kakà Özil Benzema Ronaldo | Mesut Özil (35)           |
| Casillas Arbeloa Ramos Pepe Marcelo Khedira Alonso Kakà Özil Benzema Ronaldo | Kakà (27)                 |
| Casillas Arbeloa Ramos Pepe Marcelo Khedira Alonso Kakà Özil Benzema Ronaldo | Cristiano Ronaldo (38)    |
| Casillas Arbeloa Ramos Pepe Marcelo Khedira Alonso Kakà Özil Benzema Ronaldo | Karim Benzema (34)        |
| Casillas Arbeloa Ramos Pepe Marcelo Khedira Alonso Kakà Özil Benzema Ronaldo | Allenatore: José Mourinho |
| Altri giocatori: Gonzalo Higuaín (35), José María Callejón (25), Ángel Di María (23), Fábio Coentrão (20), Lassana Diarra (17), Esteban Granero (17), Raúl Albiol (10), Raphaël Varane (9), Ricardo Carvalho (8), Hamit Altıntop (5), Nuri Şahin (4), Antonio Adán (1), Jesé (1), Álvaro Morata (1). |                           |

## Risultati

### Calendario
| andata (1ª) | andata (1ª) | 1ª giornata                   | ritorno (19ª) | ritorno (19ª) |
|             |             |                               |               |               |
| 22 gen.     | 0-4         | Real Sociedad-Atlético Madrid | 1-1           | 2 mag.        |
| 22 gen.     | 4-1         | Real Madrid-Athletic Bilbao   | 3-0           | 2 mag.        |
| 22 gen.     | 1-4         | Malaga-Barcellona             | 1-4           | 2 mag.        |
| 22 gen.     | 3-0         | Villarreal-Sporting Gijón     | 3-2           | 2 mag.        |
| 22 gen.     | 1-1         | Betis-Siviglia                | 2-1           | 2 mag.        |
| 22 gen.     | 1-1         | Osasuna-Valencia              | 0-4           | 2 mag.        |
| 22 gen.     | 1-2         | Racing Santander-Getafe       | 1-1           | 2 mag.        |
| 22 gen.     | 3-0         | Espanyol-Granada              | 1-2           | 2 mag.        |
| 22 gen.     | 0-0         | Levante-Saragozza             | 0-1           | 2 mag.        |
| 22 gen.     | 0-1         | Rayo Vallecano-Maiorca        | 0-1           | 2 mag.        |

| andata (2ª) | andata (2ª) | 2ª giornata                    | ritorno (21ª) | ritorno (21ª) |
|             |             |                                |               |               |
| 28 ago.     | 4-3         | Valencia-Racing Santander      | 2-2           | 29 gen.       |
| 28 ago.     | 0-0         | Atlético Madrid-Osasuna        | 1-0           | 29 gen.       |
| 28 ago.     | 1-2         | S. Gijón-R. Sociedad           | 1-5           | 29 gen.       |
| 28 ago.     | 5-0         | Barcellona-Villarreal          | 0-0           | 29 gen.       |
| 28 ago.     | 2-1         | Siviglia-Malaga                | 1-2           | 29 gen.       |
| 28 ago.     | 0-1         | Granada-Betis                  | 2-1           | 29 gen.       |
| 28 ago.     | 1-0         | Maiorca-Espanyol               | 0-1           | 29 gen.       |
| 28 ago.     | 1-1         | Athletic Bilbao-Rayo Vallecano | 3-2           | 29 gen.       |
| 28 ago.     | 0-6         | Saragozza-Real Madrid          | 1-3           | 29 gen.       |
| 28 ago.     | 1-1         | Getafe-Levante                 | 2-1           | 29 gen.       |

| andata (1ª) | andata (1ª) | 1ª giornata                   | ritorno (19ª) | ritorno (19ª) |
|             |             |                               |               |               |
| 22 gen.     | 0-4         | Real Sociedad-Atlético Madrid | 1-1           | 2 mag.        |
| 22 gen.     | 4-1         | Real Madrid-Athletic Bilbao   | 3-0           | 2 mag.        |
| 22 gen.     | 1-4         | Malaga-Barcellona             | 1-4           | 2 mag.        |
| 22 gen.     | 3-0         | Villarreal-Sporting Gijón     | 3-2           | 2 mag.        |
| 22 gen.     | 1-1         | Betis-Siviglia                | 2-1           | 2 mag.        |
| 22 gen.     | 1-1         | Osasuna-Valencia              | 0-4           | 2 mag.        |
| 22 gen.     | 1-2         | Racing Santander-Getafe       | 1-1           | 2 mag.        |
| 22 gen.     | 3-0         | Espanyol-Granada              | 1-2           | 2 mag.        |
| 22 gen.     | 0-0         | Levante-Saragozza             | 0-1           | 2 mag.        |
| 22 gen.     | 0-1         | Rayo Vallecano-Maiorca        | 0-1           | 2 mag.        |

| andata (2ª) | andata (2ª) | 2ª giornata                    | ritorno (21ª) | ritorno (21ª) |
|             |             |                                |               |               |
| 28 ago.     | 4-3         | Valencia-Racing Santander      | 2-2           | 29 gen.       |
| 28 ago.     | 0-0         | Atlético Madrid-Osasuna        | 1-0           | 29 gen.       |
| 28 ago.     | 1-2         | S. Gijón-R. Sociedad           | 1-5           | 29 gen.       |
| 28 ago.     | 5-0         | Barcellona-Villarreal          | 0-0           | 29 gen.       |
| 28 ago.     | 2-1         | Siviglia-Malaga                | 1-2           | 29 gen.       |
| 28 ago.     | 0-1         | Granada-Betis                  | 2-1           | 29 gen.       |
| 28 ago.     | 1-0         | Maiorca-Espanyol               | 0-1           | 29 gen.       |
| 28 ago.     | 1-1         | Athletic Bilbao-Rayo Vallecano | 3-2           | 29 gen.       |
| 28 ago.     | 0-6         | Saragozza-Real Madrid          | 1-3           | 29 gen.       |
| 28 ago.     | 1-1         | Getafe-Levante                 | 2-1           | 29 gen.       |

| andata (3ª) | andata (3ª) | 3ª giornata                   | ritorno (22ª) | ritorno (22ª) |
|             |             |                               |               |               |
| 11 set.     | 1-0         | Valencia-Atlético Madrid      | 0-0           | 5 feb.        |
| 11 set.     | 2-1         | Osasuna-Sporting Gijón        | 1-1           | 5 feb.        |
| 11 set.     | 2-2         | Real Sociedad-Barcellona      | 1-2           | 5 feb.        |
| 11 set.     | 2-2         | Villarreal-Siviglia           | 2-1           | 5 feb.        |
| 11 set.     | 4-0         | Malaga-Granada                | 1-2           | 5 feb.        |
| 11 set.     | 1-0         | Betis-Maiorca                 | 0-1           | 5 feb.        |
| 11 set.     | 2-1         | Espanyol-Athletic Bilbao      | 3-3           | 5 feb.        |
| 11 set.     | 0-0         | Rayo Vallecano-Real Saragozza | 2-1           | 5 feb.        |
| 11 set.     | 4-2         | Real Madrid-Getafe            | 1-0           | 5 feb.        |
| 11 set.     | 0-0         | Racing Santander-Levante      | 1-1           | 5 feb.        |

| andata (4ª) | andata (4ª) | 4ª giornata                      | ritorno (23ª) | ritorno (23ª) |
|             |             |                                  |               |               |
| 18 set.     | 4-0         | Atlético Madrid-Racing Santander | 0-0           | 12 feb.       |
| 18 set.     | 0-1         | Sporting Gijón-Valencia          | 0-4           | 12 feb.       |
| 18 set.     | 8-0         | Barcellona-Osasuna               | 2-3           | 12 feb.       |
| 18 set.     | 1-0         | Siviglia-Real Sociedad           | 0-2           | 12 feb.       |
| 18 set.     | 1-0         | Granada-Villarreal               | 1-3           | 12 feb.       |
| 18 set.     | 0-1         | Maiorca-Malaga                   | 1-3           | 12 feb.       |
| 18 set.     | 2-3         | Athletic Bilbao-Betis            | 1-2           | 12 feb.       |
| 18 set.     | 2-1         | Saragozza-Espanyol               | 2-0           | 12 feb.       |
| 18 set.     | 0-1         | Getafe-Rayo Vallecano            | 0-2           | 12 feb.       |
| 18 set.     | 1-0         | Levante-Real Madrid              | 2-4           | 12 feb.       |

| andata (3ª) | andata (3ª) | 3ª giornata                   | ritorno (22ª) | ritorno (22ª) |
|             |             |                               |               |               |
| 11 set.     | 1-0         | Valencia-Atlético Madrid      | 0-0           | 5 feb.        |
| 11 set.     | 2-1         | Osasuna-Sporting Gijón        | 1-1           | 5 feb.        |
| 11 set.     | 2-2         | Real Sociedad-Barcellona      | 1-2           | 5 feb.        |
| 11 set.     | 2-2         | Villarreal-Siviglia           | 2-1           | 5 feb.        |
| 11 set.     | 4-0         | Malaga-Granada                | 1-2           | 5 feb.        |
| 11 set.     | 1-0         | Betis-Maiorca                 | 0-1           | 5 feb.        |
| 11 set.     | 2-1         | Espanyol-Athletic Bilbao      | 3-3           | 5 feb.        |
| 11 set.     | 0-0         | Rayo Vallecano-Real Saragozza | 2-1           | 5 feb.        |
| 11 set.     | 4-2         | Real Madrid-Getafe            | 1-0           | 5 feb.        |
| 11 set.     | 0-0         | Racing Santander-Levante      | 1-1           | 5 feb.        |

| andata (4ª) | andata (4ª) | 4ª giornata                      | ritorno (23ª) | ritorno (23ª) |
|             |             |                                  |               |               |
| 18 set.     | 4-0         | Atlético Madrid-Racing Santander | 0-0           | 12 feb.       |
| 18 set.     | 0-1         | Sporting Gijón-Valencia          | 0-4           | 12 feb.       |
| 18 set.     | 8-0         | Barcellona-Osasuna               | 2-3           | 12 feb.       |
| 18 set.     | 1-0         | Siviglia-Real Sociedad           | 0-2           | 12 feb.       |
| 18 set.     | 1-0         | Granada-Villarreal               | 1-3           | 12 feb.       |
| 18 set.     | 0-1         | Maiorca-Malaga                   | 1-3           | 12 feb.       |
| 18 set.     | 2-3         | Athletic Bilbao-Betis            | 1-2           | 12 feb.       |
| 18 set.     | 2-1         | Saragozza-Espanyol               | 2-0           | 12 feb.       |
| 18 set.     | 0-1         | Getafe-Rayo Vallecano            | 0-2           | 12 feb.       |
| 18 set.     | 1-0         | Levante-Real Madrid              | 2-4           | 12 feb.       |

| andata (5ª) | andata (5ª) | 5ª giornata                  | ritorno (24ª) | ritorno (24ª) |
|             |             |                              |               |               |
| 21 set.     | 4-0         | At Madrid-Sporting Gijón     | 1-1           | 19 feb.       |
| 21 set.     | 2-2         | Valencia-Barcellona          | 1-5           | 19 feb.       |
| 21 set.     | 0-0         | Osasuna-Siviglia             | 0-2           | 19 feb.       |
| 21 set.     | 1-0         | Real Sociedad-Granada        | 1-4           | 19 feb.       |
| 21 set.     | 2-0         | Villarreal-Maiorca           | 0-4           | 19 feb.       |
| 21 set.     | 1-0         | Malaga-Athletic Bilbao       | 0-3           | 19 feb.       |
| 21 set.     | 4-3         | Betis-Saragozza              | 2-0           | 19 feb.       |
| 21 set.     | 1-0         | Espanyol-Getafe              | 1-1           | 19 feb.       |
| 21 set.     | 1-2         | Rayo Vallecano-Levante       | 5-3           | 19 feb.       |
| 21 set.     | 0-0         | Racing Santander-Real Madrid | 0-4           | 19 feb.       |

| andata (6ª) | andata (6ª) | 6ª giornata                     | ritorno (25ª) | ritorno (25ª) |
|             |             |                                 |               |               |
| 25 set.     | 0-0         | Sporting Gijón-Racing Santander | 1-1           | 26 feb.       |
| 25 set.     | 5-0         | Barcellona-Atlético Madrid      | 2-1           | 26 feb.       |
| 25 set.     | 1-0         | Siviglia-Valencia               | 2-1           | 26 feb.       |
| 25 set.     | 1-1         | Granada-Osasuna                 | 1-2           | 26 feb.       |
| 25 set.     | 2-1         | Maiorca-Real Sociedad           | 0-1           | 26 feb.       |
| 25 set.     | 1-1         | Athletic Bilbao-Villarreal      | 2-2           | 26 feb.       |
| 25 set.     | 0-0         | Saragozza-Malaga                | 1-5           | 26 feb.       |
| 25 set.     | 1-0         | Getafe-Betis                    | 1-1           | 26 feb.       |
| 25 set.     | 3-1         | Levante-Espanyol                | 2-1           | 26 feb.       |
| 25 set.     | 6-2         | Real Madrid-Rayo Vallecano      | 1-0           | 26 feb.       |

| andata (5ª) | andata (5ª) | 5ª giornata                  | ritorno (24ª) | ritorno (24ª) |
|             |             |                              |               |               |
| 21 set.     | 4-0         | At Madrid-Sporting Gijón     | 1-1           | 19 feb.       |
| 21 set.     | 2-2         | Valencia-Barcellona          | 1-5           | 19 feb.       |
| 21 set.     | 0-0         | Osasuna-Siviglia             | 0-2           | 19 feb.       |
| 21 set.     | 1-0         | Real Sociedad-Granada        | 1-4           | 19 feb.       |
| 21 set.     | 2-0         | Villarreal-Maiorca           | 0-4           | 19 feb.       |
| 21 set.     | 1-0         | Malaga-Athletic Bilbao       | 0-3           | 19 feb.       |
| 21 set.     | 4-3         | Betis-Saragozza              | 2-0           | 19 feb.       |
| 21 set.     | 1-0         | Espanyol-Getafe              | 1-1           | 19 feb.       |
| 21 set.     | 1-2         | Rayo Vallecano-Levante       | 5-3           | 19 feb.       |
| 21 set.     | 0-0         | Racing Santander-Real Madrid | 0-4           | 19 feb.       |

| andata (6ª) | andata (6ª) | 6ª giornata                     | ritorno (25ª) | ritorno (25ª) |
|             |             |                                 |               |               |
| 25 set.     | 0-0         | Sporting Gijón-Racing Santander | 1-1           | 26 feb.       |
| 25 set.     | 5-0         | Barcellona-Atlético Madrid      | 2-1           | 26 feb.       |
| 25 set.     | 1-0         | Siviglia-Valencia               | 2-1           | 26 feb.       |
| 25 set.     | 1-1         | Granada-Osasuna                 | 1-2           | 26 feb.       |
| 25 set.     | 2-1         | Maiorca-Real Sociedad           | 0-1           | 26 feb.       |
| 25 set.     | 1-1         | Athletic Bilbao-Villarreal      | 2-2           | 26 feb.       |
| 25 set.     | 0-0         | Saragozza-Malaga                | 1-5           | 26 feb.       |
| 25 set.     | 1-0         | Getafe-Betis                    | 1-1           | 26 feb.       |
| 25 set.     | 3-1         | Levante-Espanyol                | 2-1           | 26 feb.       |
| 25 set.     | 6-2         | Real Madrid-Rayo Vallecano      | 1-0           | 26 feb.       |

| andata (7ª) | andata (7ª) | 7ª giornata                     | ritorno (26ª) | ritorno (26ª) |
|             |             |                                 |               |               |
| 2 ott.      | 0-1         | Sporting Gijón-Barcellona       | 1-3           | 4 mar.        |
| 2 ott.      | 0-0         | Atlético Madrid-Siviglia        | 1-1           | 4 mar.        |
| 2 ott.      | 1-0         | Valencia-Granada                | 1-0           | 4 mar.        |
| 2 ott.      | 2-2         | Osasuna-Maiorca                 | 1-1           | 4 mar.        |
| 2 ott.      | 1-2         | Real Sociedad-Athletic Bilbao   | 0-2           | 4 mar.        |
| 2 ott.      | 2-2         | Villarreal-Saragozza            | 1-2           | 4 mar.        |
| 2 ott.      | 3-2         | Malaga-Getafe                   | 3-1           | 4 mar.        |
| 2 ott.      | 0-1         | Betis-Levante                   | 1-3           | 4 mar.        |
| 2 ott.      | 0-4         | Espanyol-Real Madrid            | 0-5           | 4 mar.        |
| 2 ott.      | 1-1         | Racing Santander-Rayo Vallecano | 2-4           | 4 mar.        |

| andata (8ª) | andata (8ª) | 8ª giornata                 | ritorno (27ª) | ritorno (27ª) |
|             |             |                             |               |               |
| 16 ott.     | 3-0         | Levante-Malaga              | 0-1           | 11 mar.       |
| 16 ott.     | 4-1         | Real Madrid-Betis           | 3-2           | 11 mar.       |
| 16 ott.     | 0-1         | Rayo Vallecano-Espanyol     | 1-5           | 11 mar.       |
| 16 ott.     | 3-0         | Barcellona-Racing Santander | 2-0           | 11 mar.       |
| 16 ott.     | 2-1         | Siviglia-Sporting Gijón     | 0-1           | 11 mar.       |
| 16 ott.     | 0-0         | Granada-Atlético Madrid     | 0-2           | 11 mar.       |
| 16 ott.     | 1-1         | Maiorca-Valencia            | 2-2           | 11 mar.       |
| 16 ott.     | 3-1         | Athletic Bilbao-Osasuna     | 1-2           | 11 mar.       |
| 16 ott.     | 2-0         | Saragozza-Real Sociedad     | 0-3           | 11 mar.       |
| 16 ott.     | 0-0         | Getafe-Villarreal           | 2-1           | 11 mar.       |

| andata (7ª) | andata (7ª) | 7ª giornata                     | ritorno (26ª) | ritorno (26ª) |
|             |             |                                 |               |               |
| 2 ott.      | 0-1         | Sporting Gijón-Barcellona       | 1-3           | 4 mar.        |
| 2 ott.      | 0-0         | Atlético Madrid-Siviglia        | 1-1           | 4 mar.        |
| 2 ott.      | 1-0         | Valencia-Granada                | 1-0           | 4 mar.        |
| 2 ott.      | 2-2         | Osasuna-Maiorca                 | 1-1           | 4 mar.        |
| 2 ott.      | 1-2         | Real Sociedad-Athletic Bilbao   | 0-2           | 4 mar.        |
| 2 ott.      | 2-2         | Villarreal-Saragozza            | 1-2           | 4 mar.        |
| 2 ott.      | 3-2         | Malaga-Getafe                   | 3-1           | 4 mar.        |
| 2 ott.      | 0-1         | Betis-Levante                   | 1-3           | 4 mar.        |
| 2 ott.      | 0-4         | Espanyol-Real Madrid            | 0-5           | 4 mar.        |
| 2 ott.      | 1-1         | Racing Santander-Rayo Vallecano | 2-4           | 4 mar.        |

| andata (8ª) | andata (8ª) | 8ª giornata                 | ritorno (27ª) | ritorno (27ª) |
|             |             |                             |               |               |
| 16 ott.     | 3-0         | Levante-Malaga              | 0-1           | 11 mar.       |
| 16 ott.     | 4-1         | Real Madrid-Betis           | 3-2           | 11 mar.       |
| 16 ott.     | 0-1         | Rayo Vallecano-Espanyol     | 1-5           | 11 mar.       |
| 16 ott.     | 3-0         | Barcellona-Racing Santander | 2-0           | 11 mar.       |
| 16 ott.     | 2-1         | Siviglia-Sporting Gijón     | 0-1           | 11 mar.       |
| 16 ott.     | 0-0         | Granada-Atlético Madrid     | 0-2           | 11 mar.       |
| 16 ott.     | 1-1         | Maiorca-Valencia            | 2-2           | 11 mar.       |
| 16 ott.     | 3-1         | Athletic Bilbao-Osasuna     | 1-2           | 11 mar.       |
| 16 ott.     | 2-0         | Saragozza-Real Sociedad     | 0-3           | 11 mar.       |
| 16 ott.     | 0-0         | Getafe-Villarreal           | 2-1           | 11 mar.       |

| andata (9ª) | andata (9ª) | 9ª giornata               | ritorno (28ª) | ritorno (28ª) |
|             |             |                           |               |               |
| 23 ott.     | 0-0         | Barcellona-Siviglia       | 2-0           | 18 mar.       |
| 23 ott.     | 2-0         | Sporting Gijón-Granada    | 1-2           | 18 mar.       |
| 23 ott.     | 1-1         | Atlético Madrid-Maiorca   | 1-2           | 18 mar.       |
| 23 ott.     | 1-1         | Valencia-Athletic Bilbao  | 3-0           | 18 mar.       |
| 23 ott.     | 3-0         | Osasuna-Real Saragozza    | 1-1           | 18 mar.       |
| 23 ott.     | 0-0         | Real Sociedad-Getafe      | 0-1           | 18 mar.       |
| 23 ott.     | 0-3         | Villarreal-Levante        | 0-1           | 18 mar.       |
| 23 ott.     | 0-4         | Malaga-Real Madrid        | 1-1           | 18 mar.       |
| 23 ott.     | 0-2         | Betis-Rayo Vallecano      | 0-3           | 18 mar.       |
| 23 ott.     | 0-1         | Racing Santander-Espanyol | 1-3           | 18 mar.       |

| andata (10ª) | andata (10ª) | 10ª giornata                    | ritorno (29ª) | ritorno (29ª) |
|              |              |                                 |               |               |
| 26 ott.      | 2-2          | Siviglia-Racing Santander       | 3-0           | 21 mar.       |
| 26 ott.      | 0-1          | Granada-Barcellona              | 3-5           | 21 mar.       |
| 26 ott.      | 1-2          | Maiorca-Sporting Gijón          | 3-2           | 21 mar.       |
| 26 ott.      | 3-0          | Athletic Bilbao-Atlético Madrid | 1-2           | 21 mar.       |
| 26 ott.      | 0-1          | Saragozza-Valencia              | 2-1           | 21 mar.       |
| 26 ott.      | 2-2          | Getafe-Osasuna                  | 0-0           | 21 mar.       |
| 26 ott.      | 3-2          | Levante-Real Sociedad           | 3-1           | 21 mar.       |
| 26 ott.      | 3-0          | Real Madrid-Villarreal          | 1-1           | 21 mar.       |
| 26 ott.      | 2-0          | Rayo Vallecano-Malaga           | 2-4           | 21 mar.       |
| 26 ott.      | 1-0          | Espanyol-Betis                  | 1-1           | 21 mar.       |

| andata (9ª) | andata (9ª) | 9ª giornata               | ritorno (28ª) | ritorno (28ª) |
|             |             |                           |               |               |
| 23 ott.     | 0-0         | Barcellona-Siviglia       | 2-0           | 18 mar.       |
| 23 ott.     | 2-0         | Sporting Gijón-Granada    | 1-2           | 18 mar.       |
| 23 ott.     | 1-1         | Atlético Madrid-Maiorca   | 1-2           | 18 mar.       |
| 23 ott.     | 1-1         | Valencia-Athletic Bilbao  | 3-0           | 18 mar.       |
| 23 ott.     | 3-0         | Osasuna-Real Saragozza    | 1-1           | 18 mar.       |
| 23 ott.     | 0-0         | Real Sociedad-Getafe      | 0-1           | 18 mar.       |
| 23 ott.     | 0-3         | Villarreal-Levante        | 0-1           | 18 mar.       |
| 23 ott.     | 0-4         | Malaga-Real Madrid        | 1-1           | 18 mar.       |
| 23 ott.     | 0-2         | Betis-Rayo Vallecano      | 0-3           | 18 mar.       |
| 23 ott.     | 0-1         | Racing Santander-Espanyol | 1-3           | 18 mar.       |

| andata (10ª) | andata (10ª) | 10ª giornata                    | ritorno (29ª) | ritorno (29ª) |
|              |              |                                 |               |               |
| 26 ott.      | 2-2          | Siviglia-Racing Santander       | 3-0           | 21 mar.       |
| 26 ott.      | 0-1          | Granada-Barcellona              | 3-5           | 21 mar.       |
| 26 ott.      | 1-2          | Maiorca-Sporting Gijón          | 3-2           | 21 mar.       |
| 26 ott.      | 3-0          | Athletic Bilbao-Atlético Madrid | 1-2           | 21 mar.       |
| 26 ott.      | 0-1          | Saragozza-Valencia              | 2-1           | 21 mar.       |
| 26 ott.      | 2-2          | Getafe-Osasuna                  | 0-0           | 21 mar.       |
| 26 ott.      | 3-2          | Levante-Real Sociedad           | 3-1           | 21 mar.       |
| 26 ott.      | 3-0          | Real Madrid-Villarreal          | 1-1           | 21 mar.       |
| 26 ott.      | 2-0          | Rayo Vallecano-Malaga           | 2-4           | 21 mar.       |
| 26 ott.      | 1-0          | Espanyol-Betis                  | 1-1           | 21 mar.       |

| andata (11ª) | andata (11ª) | 11ª giornata              | ritorno (30ª) | ritorno (30ª) |
|              |              |                           |               |               |
| 30 ott.      | 1-2          | Siviglia-Granada          | 3-0           | 25 mar.       |
| 30 ott.      | 5-0          | Barcellona-Maiorca        | 2-0           | 25 mar.       |
| 30 ott.      | 1-1          | Sporting Gijón-Athletic   | 1-1           | 25 mar.       |
| 30 ott.      | 3-1          | At Madrid-Saragozza       | 0-1           | 25 mar.       |
| 30 ott.      | 3-1          | Valencia-Getafe           | 1-3           | 25 mar.       |
| 30 ott.      | 2-0          | Osasuna-Levante           | 2-0           | 25 mar.       |
| 30 ott.      | 0-1          | Real Sociedad-Real Madrid | 1-5           | 25 mar.       |
| 30 ott.      | 2-0          | Villarreal-Rayo Vallecano | 2-0           | 25 mar.       |
| 30 ott.      | 2-1          | Malaga-Espanyol           | 2-1           | 25 mar.       |
| 30 ott.      | 1-0          | Racing Santander-Betis    | 1-1           | 25 mar.       |

| andata (12ª) | andata (12ª) | 12ª giornata                 | ritorno (31ª) | ritorno (31ª) |
|              |              |                              |               |               |
| 6 nov.       | 0-0          | Granada-Racing Santander     | 1-0           | 1º apr.       |
| 6 nov.       | 0-0          | Maiorca-Siviglia             | 1-3           | 1º apr.       |
| 6 nov.       | 2-2          | Athletic Bilbao-Barcellona   | 0-2           | 1º apr.       |
| 6 nov.       | 2-2          | Saragozza-Sporting Gijón     | 2-1           | 1º apr.       |
| 6 nov.       | 3-2          | Getafe-Atlético Madrid       | 0-3           | 1º apr.       |
| 6 nov.       | 0-2          | Levante-Valencia             | 1-1           | 1º apr.       |
| 6 nov.       | 7-1          | Real Madrid-Osasuna          | 5-1           | 1º apr.       |
| 6 nov.       | 4-0          | Rayo Vallecano-Real Sociedad | 0-4           | 1º apr.       |
| 6 nov.       | 0-0          | Espanyol-Villarreal          | 0-0           | 1º apr.       |
| 6 nov.       | 0-0          | Betis-Malaga                 | 2-0           | 1º apr.       |

| andata (11ª) | andata (11ª) | 11ª giornata              | ritorno (30ª) | ritorno (30ª) |
|              |              |                           |               |               |
| 30 ott.      | 1-2          | Siviglia-Granada          | 3-0           | 25 mar.       |
| 30 ott.      | 5-0          | Barcellona-Maiorca        | 2-0           | 25 mar.       |
| 30 ott.      | 1-1          | Sporting Gijón-Athletic   | 1-1           | 25 mar.       |
| 30 ott.      | 3-1          | At Madrid-Saragozza       | 0-1           | 25 mar.       |
| 30 ott.      | 3-1          | Valencia-Getafe           | 1-3           | 25 mar.       |
| 30 ott.      | 2-0          | Osasuna-Levante           | 2-0           | 25 mar.       |
| 30 ott.      | 0-1          | Real Sociedad-Real Madrid | 1-5           | 25 mar.       |
| 30 ott.      | 2-0          | Villarreal-Rayo Vallecano | 2-0           | 25 mar.       |
| 30 ott.      | 2-1          | Malaga-Espanyol           | 2-1           | 25 mar.       |
| 30 ott.      | 1-0          | Racing Santander-Betis    | 1-1           | 25 mar.       |

| andata (12ª) | andata (12ª) | 12ª giornata                 | ritorno (31ª) | ritorno (31ª) |
|              |              |                              |               |               |
| 6 nov.       | 0-0          | Granada-Racing Santander     | 1-0           | 1º apr.       |
| 6 nov.       | 0-0          | Maiorca-Siviglia             | 1-3           | 1º apr.       |
| 6 nov.       | 2-2          | Athletic Bilbao-Barcellona   | 0-2           | 1º apr.       |
| 6 nov.       | 2-2          | Saragozza-Sporting Gijón     | 2-1           | 1º apr.       |
| 6 nov.       | 3-2          | Getafe-Atlético Madrid       | 0-3           | 1º apr.       |
| 6 nov.       | 0-2          | Levante-Valencia             | 1-1           | 1º apr.       |
| 6 nov.       | 7-1          | Real Madrid-Osasuna          | 5-1           | 1º apr.       |
| 6 nov.       | 4-0          | Rayo Vallecano-Real Sociedad | 0-4           | 1º apr.       |
| 6 nov.       | 0-0          | Espanyol-Villarreal          | 0-0           | 1º apr.       |
| 6 nov.       | 0-0          | Betis-Malaga                 | 2-0           | 1º apr.       |

| andata (13ª) | andata (13ª) | 13ª giornata             | ritorno (32ª) | ritorno (32ª) |
|              |              |                          |               |               |
| 20 nov.      | 2-2          | Granada-Maiorca          | 0-0           | 8 apr.        |
| 20 nov.      | 1-2          | Siviglia-Athletic Bilbao | 0-1           | 8 apr.        |
| 20 nov.      | 4-0          | Barcellona-Saragozza     | 4-1           | 8 apr.        |
| 20 nov.      | 2-1          | Sporting Gijón-Getafe    | 0-2           | 8 apr.        |
| 20 nov.      | 3-2          | Atlético Madrid-Levante  | 0-2           | 8 apr.        |
| 20 nov.      | 2-3          | Valencia-Real Madrid     | 0-0           | 8 apr.        |
| 20 nov.      | 0-0          | Osasuna-Rayo Vallecano   | 0-6           | 8 apr.        |
| 20 nov.      | 0-0          | Real Sociedad-Espanyol   | 2-2           | 8 apr.        |
| 20 nov.      | 1-0          | Villarreal-Betis         | 1-3           | 8 apr.        |
| 20 nov.      | 1-3          | Racing Santander-Malaga  | 0-3           | 8 apr.        |

| andata (14ª) | andata (14ª) | 14ª giornata                | ritorno (33ª) | ritorno (33ª) |
|              |              |                             |               |               |
| 27 nov.      | 2-1          | Maiorca-Racing Santander    | 3-0           | 11 apr.       |
| 27 nov.      | 0-1          | Athletic Bilbao-Granada     | 2-2           | 11 apr.       |
| 27 nov.      | 0-1          | Saragozza-Siviglia          | 0-3           | 11 apr.       |
| 27 nov.      | 1-0          | Getafe-Barcellona           | 0-4           | 11 apr.       |
| 27 nov.      | 4-0          | Levante-Sporting Gijón      | 2-3           | 11 apr.       |
| 27 nov.      | 4-1          | Real Madrid-Atlético Madrid | 4-1           | 11 apr.       |
| 27 nov.      | 1-2          | Rayo Vallecano-Valencia     | 1-4           | 11 apr.       |
| 27 nov.      | 1-2          | Espanyol-Osasuna            | 0-2           | 11 apr.       |
| 27 nov.      | 2-3          | Betis-Real Sociedad         | 1-1           | 11 apr.       |
| 27 nov.      | 2-1          | Malaga-Villarreal           | 1-2           | 11 apr.       |

| andata (13ª) | andata (13ª) | 13ª giornata             | ritorno (32ª) | ritorno (32ª) |
|              |              |                          |               |               |
| 20 nov.      | 2-2          | Granada-Maiorca          | 0-0           | 8 apr.        |
| 20 nov.      | 1-2          | Siviglia-Athletic Bilbao | 0-1           | 8 apr.        |
| 20 nov.      | 4-0          | Barcellona-Saragozza     | 4-1           | 8 apr.        |
| 20 nov.      | 2-1          | Sporting Gijón-Getafe    | 0-2           | 8 apr.        |
| 20 nov.      | 3-2          | Atlético Madrid-Levante  | 0-2           | 8 apr.        |
| 20 nov.      | 2-3          | Valencia-Real Madrid     | 0-0           | 8 apr.        |
| 20 nov.      | 0-0          | Osasuna-Rayo Vallecano   | 0-6           | 8 apr.        |
| 20 nov.      | 0-0          | Real Sociedad-Espanyol   | 2-2           | 8 apr.        |
| 20 nov.      | 1-0          | Villarreal-Betis         | 1-3           | 8 apr.        |
| 20 nov.      | 1-3          | Racing Santander-Malaga  | 0-3           | 8 apr.        |

| andata (14ª) | andata (14ª) | 14ª giornata                | ritorno (33ª) | ritorno (33ª) |
|              |              |                             |               |               |
| 27 nov.      | 2-1          | Maiorca-Racing Santander    | 3-0           | 11 apr.       |
| 27 nov.      | 0-1          | Athletic Bilbao-Granada     | 2-2           | 11 apr.       |
| 27 nov.      | 0-1          | Saragozza-Siviglia          | 0-3           | 11 apr.       |
| 27 nov.      | 1-0          | Getafe-Barcellona           | 0-4           | 11 apr.       |
| 27 nov.      | 4-0          | Levante-Sporting Gijón      | 2-3           | 11 apr.       |
| 27 nov.      | 4-1          | Real Madrid-Atlético Madrid | 4-1           | 11 apr.       |
| 27 nov.      | 1-2          | Rayo Vallecano-Valencia     | 1-4           | 11 apr.       |
| 27 nov.      | 1-2          | Espanyol-Osasuna            | 0-2           | 11 apr.       |
| 27 nov.      | 2-3          | Betis-Real Sociedad         | 1-1           | 11 apr.       |
| 27 nov.      | 2-1          | Malaga-Villarreal           | 1-2           | 11 apr.       |

| andata (15ª) | andata (15ª) | 15ª giornata                   | ritorno (34ª) | ritorno (34ª) |
|              |              |                                |               |               |
| 4 dic.       | 1-1          | Maiorca-Athletic Bilbao        | 0-1           | 15 apr.       |
| 4 dic.       | 1-0          | Granada-Saragozza              | 0-1           | 15 apr.       |
| 4 dic.       | 3-0          | Siviglia-Getafe                | 1-5           | 15 apr.       |
| 4 dic.       | 5-0          | Barcellona-Levante             | 2-1           | 15 apr.       |
| 4 dic.       | 0-3          | Sporting Gijón-Real Madrid     | 1-3           | 15 apr.       |
| 4 dic.       | 3-1          | Atlético Madrid-Rayo Vallecano | 1-0           | 15 apr.       |
| 4 dic.       | 2-1          | Valencia-Espanyol              | 0-4           | 15 apr.       |
| 4 dic.       | 2-1          | Osasuna-Betis                  | 0-1           | 15 apr.       |
| 4 dic.       | 3-2          | Real Sociedad-Malaga           | 1-1           | 15 apr.       |
| 4 dic.       | 1-0          | Racing Santander-Villarreal    | 1-1           | 15 apr.       |

| andata (16ª) | andata (16ª) | 16ª giornata                     | ritorno (35ª) | ritorno (35ª) |
|              |              |                                  |               |               |
| 11 dic.      | 1-1          | Athletic Bilbao-Racing Santander | 1-0           | 22 apr.       |
| 11 dic.      | 0-1          | Saragozza-Maiorca                | 0-1           | 22 apr.       |
| 11 dic.      | 2-0          | Getafe-Granada                   | 0-1           | 22 apr.       |
| 11 dic.      | 1-0          | Levante-Siviglia                 | 1-1           | 22 apr.       |
| 11 dic.      | 1-3          | Real Madrid-Barcellona           | 2-1           | 22 apr.       |
| 11 dic.      | 1-3          | Rayo Vallecano-Sporting Gijón    | 1-2           | 22 apr.       |
| 11 dic.      | 4-2          | Espanyol-Atlético Madrid         | 1-3           | 22 apr.       |
| 11 dic.      | 2-1          | Betis-Valencia                   | 0-4           | 22 apr.       |
| 11 dic.      | 1-1          | Malaga-Osasuna                   | 1-1           | 22 apr.       |
| 11 dic.      | 1-1          | Villarreal-Real Sociedad         | 1-1           | 22 apr.       |

| andata (15ª) | andata (15ª) | 15ª giornata                   | ritorno (34ª) | ritorno (34ª) |
|              |              |                                |               |               |
| 4 dic.       | 1-1          | Maiorca-Athletic Bilbao        | 0-1           | 15 apr.       |
| 4 dic.       | 1-0          | Granada-Saragozza              | 0-1           | 15 apr.       |
| 4 dic.       | 3-0          | Siviglia-Getafe                | 1-5           | 15 apr.       |
| 4 dic.       | 5-0          | Barcellona-Levante             | 2-1           | 15 apr.       |
| 4 dic.       | 0-3          | Sporting Gijón-Real Madrid     | 1-3           | 15 apr.       |
| 4 dic.       | 3-1          | Atlético Madrid-Rayo Vallecano | 1-0           | 15 apr.       |
| 4 dic.       | 2-1          | Valencia-Espanyol              | 0-4           | 15 apr.       |
| 4 dic.       | 2-1          | Osasuna-Betis                  | 0-1           | 15 apr.       |
| 4 dic.       | 3-2          | Real Sociedad-Malaga           | 1-1           | 15 apr.       |
| 4 dic.       | 1-0          | Racing Santander-Villarreal    | 1-1           | 15 apr.       |

| andata (16ª) | andata (16ª) | 16ª giornata                     | ritorno (35ª) | ritorno (35ª) |
|              |              |                                  |               |               |
| 11 dic.      | 1-1          | Athletic Bilbao-Racing Santander | 1-0           | 22 apr.       |
| 11 dic.      | 0-1          | Saragozza-Maiorca                | 0-1           | 22 apr.       |
| 11 dic.      | 2-0          | Getafe-Granada                   | 0-1           | 22 apr.       |
| 11 dic.      | 1-0          | Levante-Siviglia                 | 1-1           | 22 apr.       |
| 11 dic.      | 1-3          | Real Madrid-Barcellona           | 2-1           | 22 apr.       |
| 11 dic.      | 1-3          | Rayo Vallecano-Sporting Gijón    | 1-2           | 22 apr.       |
| 11 dic.      | 4-2          | Espanyol-Atlético Madrid         | 1-3           | 22 apr.       |
| 11 dic.      | 2-1          | Betis-Valencia                   | 0-4           | 22 apr.       |
| 11 dic.      | 1-1          | Malaga-Osasuna                   | 1-1           | 22 apr.       |
| 11 dic.      | 1-1          | Villarreal-Real Sociedad         | 1-1           | 22 apr.       |

| andata (17ª) | andata (17ª) | 17ª giornata                   | ritorno (36ª) | ritorno (36ª) |
|              |              |                                |               |               |
| 18 dic.      | 2-1          | Athletic Bilbao-Saragozza      | 0-2           | 29 apr.       |
| 18 dic.      | 1-2          | Maiorca-Getafe                 | 3-1           | 29 apr.       |
| 18 dic.      | 2-1          | Granada-Levante                | 1-3           | 29 apr.       |
| 18 dic.      | 2-6          | Siviglia-Real Madrid           | 0-3           | 29 apr.       |
| 29 nov.      | 4-0          | Barcellona-Rayo Vallecano      | 7-0           | 29 apr.       |
| 18 dic.      | 1-2          | Sporting Gijón-Espanyol        | 3-0           | 29 apr.       |
| 18 dic.      | 0-2          | Atlético Madrid-Betis          | 2-2           | 29 apr.       |
| 18 dic.      | 2-0          | Valencia-Malaga                | 0-1           | 29 apr.       |
| 18 dic.      | 2-1          | Osasuna-Villarreal             | 1-1           | 29 apr.       |
| 18 dic.      | 0-0          | Racing Santander-Real Sociedad | 0-3           | 29 apr.       |

| andata (18ª) | andata (18ª) | 18ª giornata               | ritorno (37ª) | ritorno (37ª) |
|              |              |                            |               |               |
| 8 gen.       | 1-0          | Racing Santander-Saragozza | 1-2           | 6 mag.        |
| 8 gen.       | 0-0          | Getafe-Athletic Bilbao     | 0-0           | 6 mag.        |
| 8 gen.       | 0-0          | Levante-Maiorca            | 0-1           | 6 mag.        |
| 8 gen.       | 5-1          | Real Madrid-Granada        | 2-1           | 6 mag.        |
| 8 gen.       | 2-1          | Rayo Vallecano-Siviglia    | 2-5           | 6 mag.        |
| 8 gen.       | 1-1          | Espanyol-Barcellona        | 0-4           | 6 mag.        |
| 8 gen.       | 2-0          | Betis-Sporting Gijón       | 1-2           | 6 mag.        |
| 8 gen.       | 0-0          | Malaga-Atlético Madrid     | 1-2           | 6 mag.        |
| 8 gen.       | 2-2          | Villarreal-Valencia        | 0-1           | 6 mag.        |
| 8 gen.       | 0-0          | Sociedad-Osasuna           | 0-1           | 6 mag.        |

| andata (17ª) | andata (17ª) | 17ª giornata                   | ritorno (36ª) | ritorno (36ª) |
|              |              |                                |               |               |
| 18 dic.      | 2-1          | Athletic Bilbao-Saragozza      | 0-2           | 29 apr.       |
| 18 dic.      | 1-2          | Maiorca-Getafe                 | 3-1           | 29 apr.       |
| 18 dic.      | 2-1          | Granada-Levante                | 1-3           | 29 apr.       |
| 18 dic.      | 2-6          | Siviglia-Real Madrid           | 0-3           | 29 apr.       |
| 29 nov.      | 4-0          | Barcellona-Rayo Vallecano      | 7-0           | 29 apr.       |
| 18 dic.      | 1-2          | Sporting Gijón-Espanyol        | 3-0           | 29 apr.       |
| 18 dic.      | 0-2          | Atlético Madrid-Betis          | 2-2           | 29 apr.       |
| 18 dic.      | 2-0          | Valencia-Malaga                | 0-1           | 29 apr.       |
| 18 dic.      | 2-1          | Osasuna-Villarreal             | 1-1           | 29 apr.       |
| 18 dic.      | 0-0          | Racing Santander-Real Sociedad | 0-3           | 29 apr.       |

| andata (18ª) | andata (18ª) | 18ª giornata               | ritorno (37ª) | ritorno (37ª) |
|              |              |                            |               |               |
| 8 gen.       | 1-0          | Racing Santander-Saragozza | 1-2           | 6 mag.        |
| 8 gen.       | 0-0          | Getafe-Athletic Bilbao     | 0-0           | 6 mag.        |
| 8 gen.       | 0-0          | Levante-Maiorca            | 0-1           | 6 mag.        |
| 8 gen.       | 5-1          | Real Madrid-Granada        | 2-1           | 6 mag.        |
| 8 gen.       | 2-1          | Rayo Vallecano-Siviglia    | 2-5           | 6 mag.        |
| 8 gen.       | 1-1          | Espanyol-Barcellona        | 0-4           | 6 mag.        |
| 8 gen.       | 2-0          | Betis-Sporting Gijón       | 1-2           | 6 mag.        |
| 8 gen.       | 0-0          | Malaga-Atlético Madrid     | 1-2           | 6 mag.        |
| 8 gen.       | 2-2          | Villarreal-Valencia        | 0-1           | 6 mag.        |
| 8 gen.       | 0-0          | Sociedad-Osasuna           | 0-1           | 6 mag.        |

| \| andata (19ª) \| andata (19ª) \| 19ª giornata \| ritorno (38ª) \| ritorno (38ª) \| \| \| \| \| \| \| \| 15 gen. \| 1-1 \| Saragozza-Getafe \| 2-0 \| 13 mag. \| \| 15 gen. \| 3-0 \| Athletic Bilbao-Levante \| 0-3 \| 13 mag. \| \| 15 gen. \| 1-2 \| Maiorca-Real Madrid \| 1-4 \| 13 mag. \| \| 15 gen. \| 1-2 \| Granada-Rayo Vallecano \| 0-1 \| 13 mag. \| \| 15 gen. \| 0-0 \| Siviglia-Espanyol \| 1-1 \| 13 mag. \| \| 15 gen. \| 4-2 \| Barcellona-Betis \| 2-2 \| 13 mag. \| \| 15 gen. \| 2-1 \| Sporting Gijón-Malaga \| 0-1 \| 13 mag. \| \| 15 gen. \| 3-0 \| Atlético Madrid-Villarreal \| 1-0 \| 13 mag. \| \| 15 gen. \| 0-1 \| Valencia-Real Sociedad \| 0-1 \| 13 mag. \| \| 15 gen. \| 0-2 \| Osasuna-Racing Santander \| 4-2 \| 13 mag. \| |              |                            |               |               |
| andata (19ª) | andata (19ª) | 19ª giornata               | ritorno (38ª) | ritorno (38ª) |
| |              |                            |               |               |
| 15 gen. | 1-1          | Saragozza-Getafe           | 2-0           | 13 mag.       |
| 15 gen. | 3-0          | Athletic Bilbao-Levante    | 0-3           | 13 mag.       |
| 15 gen. | 1-2          | Maiorca-Real Madrid        | 1-4           | 13 mag.       |
| 15 gen. | 1-2          | Granada-Rayo Vallecano     | 0-1           | 13 mag.       |
| 15 gen. | 0-0          | Siviglia-Espanyol          | 1-1           | 13 mag.       |
| 15 gen. | 4-2          | Barcellona-Betis           | 2-2           | 13 mag.       |
| 15 gen. | 2-1          | Sporting Gijón-Malaga      | 0-1           | 13 mag.       |
| 15 gen. | 3-0          | Atlético Madrid-Villarreal | 1-0           | 13 mag.       |
| 15 gen. | 0-1          | Valencia-Real Sociedad     | 0-1           | 13 mag.       |
| 15 gen. | 0-2          | Osasuna-Racing Santander   | 4-2           | 13 mag.       |

| andata (19ª) | andata (19ª) | 19ª giornata               | ritorno (38ª) | ritorno (38ª) |
|              |              |                            |               |               |
| 15 gen.      | 1-1          | Saragozza-Getafe           | 2-0           | 13 mag.       |
| 15 gen.      | 3-0          | Athletic Bilbao-Levante    | 0-3           | 13 mag.       |
| 15 gen.      | 1-2          | Maiorca-Real Madrid        | 1-4           | 13 mag.       |
| 15 gen.      | 1-2          | Granada-Rayo Vallecano     | 0-1           | 13 mag.       |
| 15 gen.      | 0-0          | Siviglia-Espanyol          | 1-1           | 13 mag.       |
| 15 gen.      | 4-2          | Barcellona-Betis           | 2-2           | 13 mag.       |
| 15 gen.      | 2-1          | Sporting Gijón-Malaga      | 0-1           | 13 mag.       |
| 15 gen.      | 3-0          | Atlético Madrid-Villarreal | 1-0           | 13 mag.       |
| 15 gen.      | 0-1          | Valencia-Real Sociedad     | 0-1           | 13 mag.       |
| 15 gen.      | 0-2          | Osasuna-Racing Santander   | 4-2           | 13 mag.       |

## Statistiche

### Squadre

#### Capoliste solitarie
|    | —— | —— | —— | ——  | —— | —— | —— | ——  | ——          | ——          | ——          | ——          | ——          | ——          | ——          | ——          | ——          | ——          | ——          | ——          | ——          | ——          | ——          | ——          | ——          | ——          | ——          | ——          | ——          | ——          | ——          | ——          | ——          | ——          | ——          | ——          | ——          | —— |  |
|    |    |    |    | Bet |    |    |    | Lev | Real Madrid | Real Madrid | Real Madrid | Real Madrid | Real Madrid | Real Madrid | Real Madrid | Real Madrid | Real Madrid | Real Madrid | Real Madrid | Real Madrid | Real Madrid | Real Madrid | Real Madrid | Real Madrid | Real Madrid | Real Madrid | Real Madrid | Real Madrid | Real Madrid | Real Madrid | Real Madrid | Real Madrid | Real Madrid | Real Madrid | Real Madrid | Real Madrid | Real Madrid |    |  |
|    |    |    |    |     |    |    |    |     |             |             |             |             |             |             |             |             |             |             |             |             |             |             |             |             |             |             |             |             |             |             |             |             |             |             |             |             |             |    |  |
|    |    |    |    |     |    |    |    |     |             |             |             |             |             |             |             |             |             |             |             |             |             |             |             |             |             |             |             |             |             |             |             |             |             |             |             |             |             |    |  |
| 1ª | 2ª | 3ª | 4ª | 5ª  | 6ª | 7ª | 8ª | 9ª  | 10ª         | 11ª         | 12ª         | 13ª         | 14ª         | 15ª         | 16ª         | 17ª         | 18ª         | 19ª         | 20ª         | 21ª         | 22ª         | 23ª         | 24ª         | 25ª         | 26ª         | 27ª         | 28ª         | 29ª         | 30ª         | 31ª         | 32ª         | 33ª         | 34ª         | 35ª         | 36ª         | 37ª         | 38ª         |    |  |

#### Primati stagionali
Squadre
- Maggior numero di vittorie: Real Madrid (32)
- Minor numero di sconfitte: Real Madrid (2)
- Migliore attacco: Real Madrid (121 gol fatti)
- Miglior difesa: Barcellona (29 gol subiti)
- Miglior differenza reti: Real Madrid (+89)
- Maggior numero di pareggi: Osasuna e Racing Santander (15)
- Minor numero di pareggi: Real Madrid e Rayo Vallecano (4)
- Minor numero di vittorie: Racing Santander (4)
- Maggior numero di sconfitte: Rayo Vallecano e Sporting Gijon (21)
- Peggiore attacco: Racing Santander (28 gol fatti)
- Peggior difesa: Rayo Vallecano (73 gol subiti)
- Peggior differenza reti: Racing Santander (-35)
- Miglior serie positiva: Real Madrid (22 risultati utili consecutivi, dalla 17ª alla 38ª giornata)
- Peggior serie negativa: Betis (6 sconfitte consecutive, dalla 6ª alla 11ª giornata)

Partite
- Più gol (8):

Barcellona - Osasuna 8-0
Real Madrid - Rayo Vallecano 6-2
Real Madrid - Osasuna 7-1
Siviglia - Real Madrid 2-6:
Levante - Rayo Vallecano 3-5
Barcellona - Granada 5-3
- Maggiore scarto di gol: Barcellona - Osasuna 8-0
- Maggior numero di reti in una giornata: 38 gol nella 24ª giornata

### Individuali

#### Classifica marcatori
| Gol | Rigori |  | Giocatore         | Squadra         |
| --- | ------ |  | ----------------- | --------------- |
| 50  | 10     |  | Lionel Messi      | Barcellona      |
| 46  | 12     |  | Cristiano Ronaldo | Real Madrid     |
| 24  | 5      |  | Radamel Falcao    | Atletico Madrid |
| 22  |        |  | Gonzalo Higuaín   | Real Madrid     |
| 21  |        |  | Karim Benzema     | Real Madrid     |
| 17  |        |  | Fernando Llorente | Athletic Bilbao |
| 17  | 1      |  | Roberto Soldado   | Valencia        |
| 16  |        |  | Rubén Castro      | Betis           |
| 15  |        |  | Arouna Koné       | Levante         |
| 15  |        |  | Michu             | Rayo Vallecano  |
| 14  | 1      |  | Álvaro Negredo    | Siviglia        |
| 12  | 2      |  | Miku              | Getafe          |
| 12  |        |  | Carlos Vela       | Real Sociedad   |
| 12  |        |  | Alexis Sánchez    | Barcellona      |
| 11  |        |  | Raúl García       | Osasuna         |
| 11  |        |  | Salomón Rondón    | Malaga          |